# Chloé (empresa)
Chloé és una casa de moda francesa fundada l'any 1952 per Gaby Aghion. L'empresa es desenvolupa alguns anys més tard, després de l'associació de la fundadora amb Jacques Lenoir. La marca és coneguda per als seus models flexibles fets amb materials lleugers.

## Preàmbul
Abans de la creació de l'empresa l'any 1952, les cases de moda produïen únicament roba a mida o d'alta costura. Rebutjant la fredor i rigidesa de la moda dels anys 50, quan Dior i Balenciaga estaven en el cim, Gaby Aghion va decidir crear una línia de roba d'alta qualitat que va anomenar «prêt-à-porter de luxe» on les peces estan disponibles immediatament, ja tallades i confeccionades, la necessitat de retoc és menor, les matèries són d'excel·lent qualitat, les copes estudiades i el caigut dels teixits és curós. El mercat del prêt-à-porter tal com el coneixem avui dia estava en la seva infància. Els altres modistes es van unir ràpidament al moviment, com Yves Sant Laurent amb Saint Laurent Rive Gauche, o Givenchy amb la col·lecció «University» de 1956.

## Història

### El nom
Gaby Aghion va pensar que el seu propi nom evocava el d'una endevina. Prefereix el nom d'una amiga, Chloé Huisman, estilista a les Galeries Lafayette (llavors coneguda com a Chloé de Bruneton), pel seu toc càlid i femení i d'acord amb l'esperit jove i audaç que va néixer a París en aquesta època.

### Creació
És fundada l'any 1952 per Gaby Aghion, una parisenca d'origen egipci. Ella i el seu soci Jacques Lenoir, amb qui es va unir a l'any següent, van ser dels primers a adonar-se de l'aparició d'una demanda de col·leccions que combinaven les exigències de l'alta costura amb les del prêt-à-porter. Gaby Aghion passa així de l'estatus de "clienta" al de "venedora". La primera col·lecció comporta sis models; Gaby Aghion s'ocupa de tot, des de l'aprovisionament a la venda. Quatre anys més tard, la primera col·lecció real va ser presentada durant un desdejuni en el Café de Flore, un dels seus cafès favorits i després lloc de trobada dels artistes parisencs. Aquesta col·lecció dissenyada per Gaby Aghion i realitzada per una primera ajudant de Lelong, rep el suport d'Hélène Lazareff la fundadora de la revista Elle. Les col·leccions següents són presentades a La Closerie des Lilas i a Lipp. El primer estilista de la marca, Gérard Pipart, va ser contractat; va romandre allí sis anys abans de marxar a Nina Ricci. Gaby Aghion i Jacques Lenoir van començar llavors a associar a joves talents que es farien famosos amb el temps com Christiane Bailly, després Michèle Roser, Maxime de la Falaise (la mare de Loulou) i Graziella Fontana, i als anys 1960, Tan Giudicelli i Carlos Rodriguez.

### Lagerfeld
L'any 1966, Karl Lagerfeld, després d'haver treballat per a la casa Jean Patou, és reclutat per Jacques Lenoir com principal creador de la casa i Chloé esdevé una de les marques emblemàtiques dels anys 1970 amb les seves faldilles llargues i fluides, així com les seves bruses vaporoses. Jackie Kennedy, Brigitte Bardot, Maria Callas i Grace Kelly entre altres celebritats, són clientes de la botiga "Popard" de Jeannette Alfandari, ubicació on es ven la marca. En 1971, Jeannette Alfandari va obrir les portes en el 3 rue de Gribeauval, en el 7è districte de París, sota el nom de Chloé. Dos anys més tard, es llança el primer perfum, anomenat "Chloé", i la marca associada a Jeannette Alfandari obre una nova botiga a la rue du Faubourg-Saint-Honoré en el 1983.

### Richemont
A mitjans dels anys 1980, la marca va perdre impuls, les vendes ja no anaven per bon camí. Malgrat això, la societat és adquirida l'any 1985 pel grup de luxe Dunhill Holdings, que més tard es va convertir en el grup Richemont. Lagerfeld, després d'una vintena d'anys de col·laboració, marxa a Chanel.
Gaby Aghion i Jacques Lenoir es retiren després de la venda de l'empresa. En aquest moment, va continuar la seva col·laboració amb directors artístics que havien de fer-se un nom per si mateixos: Guy Paulin, que va morir de malaltia, va ser seguit per l'irlandès Péter O'Brian, talentós però sense èxit en la restauració de la imatge de la marca. Martine Sitbon es va fer càrrec del disseny de Chloé en el 1988 i Karl Lagerfeld, a qui se li va demanar que es fes càrrec de la marca en declivi en el 1992, va treballar-hi durant cinc anys.

### Stella McCartney
Després de la partida de Lagerfeld, la dissenyadora de prestigiós nom Stella McCartney, llavors amb 25 anys, sacseja la casa aportant una nova orientació, femenina, romàntica i impertinent. Acompanyada per la dissenyadora Phoebe Filo, revitalitza la casa per a convertir-la de nou en una marca líder, al mateix temps que manté els principis. Esdevé una veritable "segona vida" per a la marca i l'èxit està garantit des de la primera col·lecció. L'any 1999, Ralph Toledano va assumir la direcció de l'empresa, on va romandre durant onze anys. En el 2001 Phoebe Philo l'amiga i ajudant de Stella pren el relleu, i li va donar un toc personal, sensual, femení i sofisticat: va introduir les bosses en les desfilades i manté l'estil de la casa any rere any. Kirsten Dunst, Natalie Portman, Lou Doillon i Sofia Coppola, esdevenen clientes.
Es crea la germana petita de l'empresa, See By Chloé, que vol ser més accessible i més jove. Chloé va llançar amb èxit una línia de bosses en el 2002, així com petits articles de cuir i sabates. La bossa «Camera Bag» esdevé un èxit però sobretot és el «Paddington» el que es converteix en el primer dels «it-bags».

### Des de 2002
Phoebe Philo també abandona la companyia i les dues col·leccions següents reben poc ressò. L'any 2006 finalment, el suec Paulo Melim Andersson, antigament a Marni i a Margiela, va portar un estil modern i poc convencional i les vendes van augmentar. Al setembre de 2007, va ser la primera marca de luxe en desenvolupar una versió específica del seu lloc web per a l'iPhone d'Apple. A l'any següent, la marca va invertir en l'emissió per Internet de la mateixa nit de les seves desfilades de moda parisenques. Malgrat això, les col·leccions de Paulo Melim Andersson no són unànimement acceptades i Hannah MacGibbon, després de treballar estretament amb la marca per a llançar el perfum Chloé, va ser nomenada directora artística l'any 2008 presentant la seva primera col·lecció al març, durant la desfilada de moda de primavera/estiu del 2009. Les seves creacions seran descrites com a "ultra chic".
Ralph Toledano, després d'uns resultats financers decebedors, va deixar la direcció de l'empresa l'any 2010 per Puig, sent substituït per Geoffroy de la Bourdonnaye. Després de tres anys al servei de la marca, Hannah MacGibbon, a la qual segons els mitjans de comunicació li faltava inspiració, va abandonar la direcció artística a l'any següent per a dedicar-se a nous projectes. L'anglesa Clare Waight Keller, antigament a Gucci amb Tom Ford, i a Ralph Lauren, esdevé la nova directora artística de la marca i és reconeguda per als seus models fluids i femenins, perpetuant l'herència de la marca. Va ser reemplaçada per Natacha Ramsay-Levi l'any 2017.